# Stig Sjöberg
Stig Gunnar Sjöberg, född 1 maj 1944 i Nordmaling, Ångermanland, är en svensk musiker och sångare som började sin bana i musiken 1952. Stig Sjöbergs musikinstrument är kornett. 
Stig Sjöberg gjorde sitt första TV-framträdande 1969 i gospelgruppen Christians med Cliff Richard. Under senare år har Stig Sjöbergs musikaliska uttrycksform varit Southern Gospel. Stig Sjöberg har förutom sina solistframträdanden spelat och sjungit i grupper som Septeamet, Mobilen, Christians, Hässleholms Storband och Gospel Stompers.

## Diskografi
- 1967–1968 – "Christians". Mats Olssons ork. (Telestar)
- 1969 – "Right now" med Christians. Gruppen ackompanjeras av Harry Arnold. (Teamton)
- 1970 – "Joy! Joy!". Sören Christensens ork. (Teamton)
- 1973 – "Mer än någonsin". Lasse Samuelssons Alarm. (Signatur)
- 1975 – "Christians75". Lasse Samuelssons Alarm. (BASF)
- 1992? - "Mot nya mål". Med Gospel Stompers. Smusic Records.
- 2010 – "Once Again"
- 2010 – "Swing Low"
- 2010 – "Just A Little While" med gruppen Gospel Stompers
- 2011 – "God Gave The Song" Inspelad av Gaither Studios Alexandria USA